# Liste du patrimoine mondial en Albanie
Cet article recense les sites inscrits au patrimoine mondial en Albanie.

## Statistiques
L'Albanie ratifie la Convention pour la protection du patrimoine mondial, culturel et naturel le 10 juillet 1989. Le premier site protégé est inscrit 1992 lors de la 16e session du Comité du patrimoine mondial. 
En 2020, l'Albanie compte quatre sites inscrits au patrimoine mondial, deux de type culturel, un de type naturel et un de type mixte.
Le pays a également soumis 4 sites à la liste indicative, 3 culturels et 1 mixte.

## Listes

### Patrimoine mondial
Les sites suivants sont inscrits au patrimoine mondial.
| Site                                                                 | Préfectures        | Type                          | Date | Superficie (ha) | Zone tampon (ha) | Lien | Notes | Coordonnées                                                         | Illus. |
| -------------------------------------------------------------------- | ------------------ | ----------------------------- | ---- | --------------- | ---------------- | ---- | --- | ------------------------------------------------------------------- | ------ |
| Butrint                                                              | Vlorë              | Culturel (iii)                | 1992 | 3 980           | 8 591            | 570  | Inscrit sur la liste du patrimoine mondial en péril entre 1997 et 2005. Étendu en 1999. | 39° 44′ 42″ nord, 20° 01′ 12″ est                                   |        |
| Centres historiques de Berat et Gjirokastra                          | Berat, Gjirokastër | Culturel (iii), (iv)          | 2005 | 59              | 136,2            | 569  | L'inscription initiale ne concerne que le centre historique de Gjirokastër. Celui de Berat est ajouté en 2008. | 40° 04′ 26″ nord, 20° 08′ 17″ est 40° 42′ 29″ nord, 19° 56′ 46″ est |        |
| Forêts primaires de hêtres des Carpates et d'autres régions d'Europe | Kukës, Elbasan     | Naturel (ix)                  | 2017 | 58 353,04       | 253 815,38       | 1133 | Site transfrontalier avec l'Allemagne, l'Autriche, la Belgique, la Bosnie-Herzégovine, la Bulgarie, la Croatie, l'Espagne, la France, l'Italie, la Macédoine du Nord, la Pologne, la Roumanie, la Slovaquie, la Slovénie, la Suisse, la Tchéquie et l'Ukraine. 2 sites en Albanie : forêts de Lumi i gashit (en) et Rrajca (sq), s'étendant sur 3 390,97 ha. | 42° 28′ 53″ nord, 20° 03′ 26″ est 41° 12′ 11″ nord, 20° 30′ 02″ est |        |
| Patrimoine naturel et culturel de la région d'Ohrid                  | Korçë              | Mixte (i), (iii), (iv), (vii) | 2019 | 94 728,6        | 15 944,4         | 99   | Site transfrontalier avec la Macédoine du Nord. La partie macédonienne est inscrite depuis 1979. La partie albanaise s'étend sur 11 378,6 ha, soit 12% du total. | 40° 59′ 31″ nord, 20° 42′ 14″ est                                   |        |

### Liste indicative
Les sites suivants sont inscrits sur la liste indicative.
| Site                         | Préfectures | Type                   | Date | Lien | Notes | Coordonnées                       | Illus. |
| ---------------------------- | ----------- | ---------------------- | ---- | ---- | --- | --------------------------------- | ------ |
| Les tombes de la Basse Selca | Korçë       | Culturel (iii)         | 1996 | 909  | | 40° 59′ 28″ nord, 20° 31′ 08″ est |        |
| L'amphithéâtre de Durrës     | Durrës      | Culturel (iv)          | 1996 | 910  | Une première proposition est rejetée en 1991 : le Comité estime alors que, si l'amphithéâtre est d'importance pour l'Albanie, il ne satisfait toutefois pas les critères d'inscription au patrimoine mondial. | 41° 18′ 44″ nord, 19° 26′ 42″ est |        |
| Ancienne ville d'Apollonia   | Fier        | Mixte (ii), (iii), (x) | 2014 | 5885 | | 40° 43′ 19″ nord, 19° 28′ 23″ est |        |
| Forteresse de Bashtovë       | Tirana      | Culturel (iv)          | 2017 | 6259 | | 41° 02′ 49″ nord, 19° 29′ 47″ est |        |